# Distintivo de Observador de Balões da Luftwaffe
O Distintivo de Observador de Balões da Luftwaffe (em alemão:  Ballonbeobachterabzeichen) foi um distintivo da Luftwaffe durante a Alemanha Nazi que arriscavam a sua vida a voar em balões. Estes efectuavam reconhecimento aéreo, sendo alvos fáceis para os caças aliados e também para a artilharia terrestre aliada. Devido a ser um distintivo criado na fase final da guerra, apenas uma pequena quantidade de militares receberam esta condecoração.